# Casagrande e Seus Demônios
Casagrande e Seus Demônios é um livro sobre a história de vida de Walter Casagrande Jr, ex-jogador de futebol e comentarista da Rede Globo de televisão.
O livro conta sobre os "demônios" da vida de Casagrande e como os enfrentou.

## Enredo
“Demônios à solta” não são mera figura de linguagem. Eles aparecem logo no título do primeiro capítulo do livro Casagrande e seus demônios, tratando daqueles fantasmas que rondam a vida de uma pessoa em desequilíbrio físico e emocional. Os “demônios” ilustram bem a reviravolta na vida de Walter Casagrande Júnior, que foi de ídolo do esporte a viciado em cocaína e heroína. Casão, ex-jogador do Corinthians, querido da torcida, integrante da Democracia Corintiana junto com Sócrates, e comentarista da TV Globo, expõe sem firulas ao jornalista Gilvan Ribeiro, coautor do livro, todo o seu declínio e restabelecimento.
Ricamente ilustrado, com um caderno recheado de fotos, a publicação tem apresentação de Antônio Prata, que se declara um admirador de Casagrande, e prefácio de Marcelo Rubens Paiva, amigo de sempre, que endossa a hipótese de que tantas coisas boas, e outras tantas ruins, que permearam a vida do ex-jogador dariam um bom roteiro para um livro. “Casão faz questão de contar o inferno que viveu quando era viciado em drogas e sua internação, pois para ele é fundamental passar adiante a experiência, dividir as dores da dependência e alertar para os perigos de um vício frenético, sem preconceitos, desvios ou mentiras. A verdade ajuda a sanidade”.
Na publicação, Casagrande faz revelações inéditas como, por exemplo, o doping que sofreu quando jogava na Europa. Mas foi na Europa que, em quatro situações, Casagrande foi obrigado a se dopar pelo clube em que jogava. Tomou uma injeção de Pervitin no músculo. “Isso realmente melhorava o desempenho, o jogador não desistia em nenhuma bola. Cansaço? Esquece... se fosse preciso, dava para jogar três partidas seguidas”, conta. No entanto, o jogador era radicalmente contra o doping e se negou a continuar fazendo uso da droga. Foram oito anos na Europa, até ele voltar a atuar no Brasil.
Mas Casagrande e seus demônios, como a carreira do próprio jogador, vai bem além das drogas. Fã de rock – especialmente de Janes Joplin e AC/DC –, é amigo de roqueiros nacionais, como Rita Lee, a quem dedicou o “Gol Rita Lee”, no segundo jogo do Corinthians pelo Campeonato Paulista de 1982, contra o São Paulo. "O Casagrande foi o jogador e é o comentarista mais rock ‘n’ roll da história do futebol brasileiro", diz o publicitário Washington Olivetto na quarta capa do livro. Ao comentar que o lado roqueiro fez com que muitos jovens se identificassem com o atacante corintiano, Olivetto diz que Casagrande “é o precursor de um personagem que começou a se materializar fortemente na Europa a partir do Ronaldo Fenômeno. É o que eu chamo de futpopbolista, cruzamento de jogador de bola com ídolo do pop”.
Casagrande via seu cotidiano sempre em evidência, não só por ser um ídolo no clube e na seleção brasileira, e por sua atuação política. Na época da ditadura militar, mantinha longos cabelos despenteados, usava jeans puídos e camisetas com slogans políticos. Desde menino, Casão fixava sua atenção nos rumos dados pelo governo, era contra a prisão arbitrária de oposicionistas ao regime, filiou-se ao PT quando o partido ainda era uma legenda nova – e é lulista convicto até hoje. Foi, então, com naturalidade que fez parte da Democracia Corintiana – termo batizado por Olivetto –, encabeçada pelos jogadores Sócrates, Wladimir, Zenon. Para além da autogestão implantada no clube, em que jogadores, comissão técnica e diretoria tinham poder de voto, os esportistas usavam camisetas em que exibiam apelos políticos, como Diretas-já.
O livro apresenta também um capítulo inteiro dedicado à afinidade que Casagrande tinha com Sócrates. Ironicamente, os dois se viram envolvidos com o vício – Casagrande com as drogas, Sócrates com o álcool. E por conta dele, o Magrão, como Casa chamava o amigo, cometeu diversos deslizes, a exemplo de chegar duas horas atrasado no casamento em que era padrinho. “Não concordo com muitas coisas que o Sócrates fez, ou até mesmo deixou de fazer. Acho que lhe faltava flexibilidade para usufruir a própria genialidade na plenitude. Ele poderia ter tido influência no país de modo muito mais efetivo”, analisa o jogador. A ruptura aconteceu quando Sócrates insinuou que Casagrande havia se “vendido ao sistema” ao aceitar o trabalho na TV Globo. Sem bate-boca, os grandes amigos se afastaram. Só voltaram às boas quando Magrão foi internado com hemorragia digestiva – que o levou à morte em seguida. “Ainda bem que nos reaproximamos no final da vida dele. Senão, a dor seria insuportável”, testemunha no livro. No Diário de S.Paulo publicou um texto em que contava sobre essa amizade tão importante. Suas últimas palavras: “Tínhamos uma estreita aliança... Vou jogar meu anel fora. Fazer o que com um anel pela metade?”.
Gilvan Ribeiro, que é amigo antigo de Casagrande, diz que a revolução na vida do craque “é uma história sem fim”. E que o ex-jogador “colhe os louros do nocaute sensacional sobre as drogas”, mas que ele precisa estar sempre alerta para não voltar a ter uma recaída. No último capítulo, “Casão por ele mesmo”, o ídolo rememora sua turma de amigos de adolescência, a Turma do Veneno, fala com emoção sobre a conquista do mundial do Corinthians no Japão – e sobre seu papel de torcedor durante a transmissão pela TV –, conta sobre seus fracassos amorosos – “O término de um relacionamento é um tipo de morte, em que a vida em comum deixa de existir” –, discorre sobre seu dia a dia no apartamento em que mora sozinho pela primeira vez, e afirma que ninguém deve ficar no “meio-termo”, todo mundo tem de viver por completo. Como ele mesmo faz.

## Autores
- Walter Casagrande Jr
- Gilvan Ribeiro